# Charles-Claude Dubut
Charles-Claude Dubut  fue  un  escultor y estucador francés, nacido el año 1808 en París y fallecido el 23 de mayo de 1742 en Múnich.

## Vida y obras
Después de su educación en París y Roma, Charles Dubut pasó a trabajar en Dresde y luego en Berlín. Trabajó bajo la dirección del arquitecto Johann Friedrich Eosander von Göthe en obras para el rey Federico I de Prusia; junto a J Esclafer trabajó en el Palacio Real de Berlín, haciendo estucos para la Gran Galería.
En 1716  Bartolomé Damart fue nombrado escultor de la corte de Berlín, mientras que Dubut entró al servicio del elector Maximiliano II Manuel de Baviera, trasladándose a Múnich precedido de una gran fama como escultor y con un sueldo de 600 florines.

## Galería de obras
Charles-Claude Dubut es el autor de las siguientes obras:

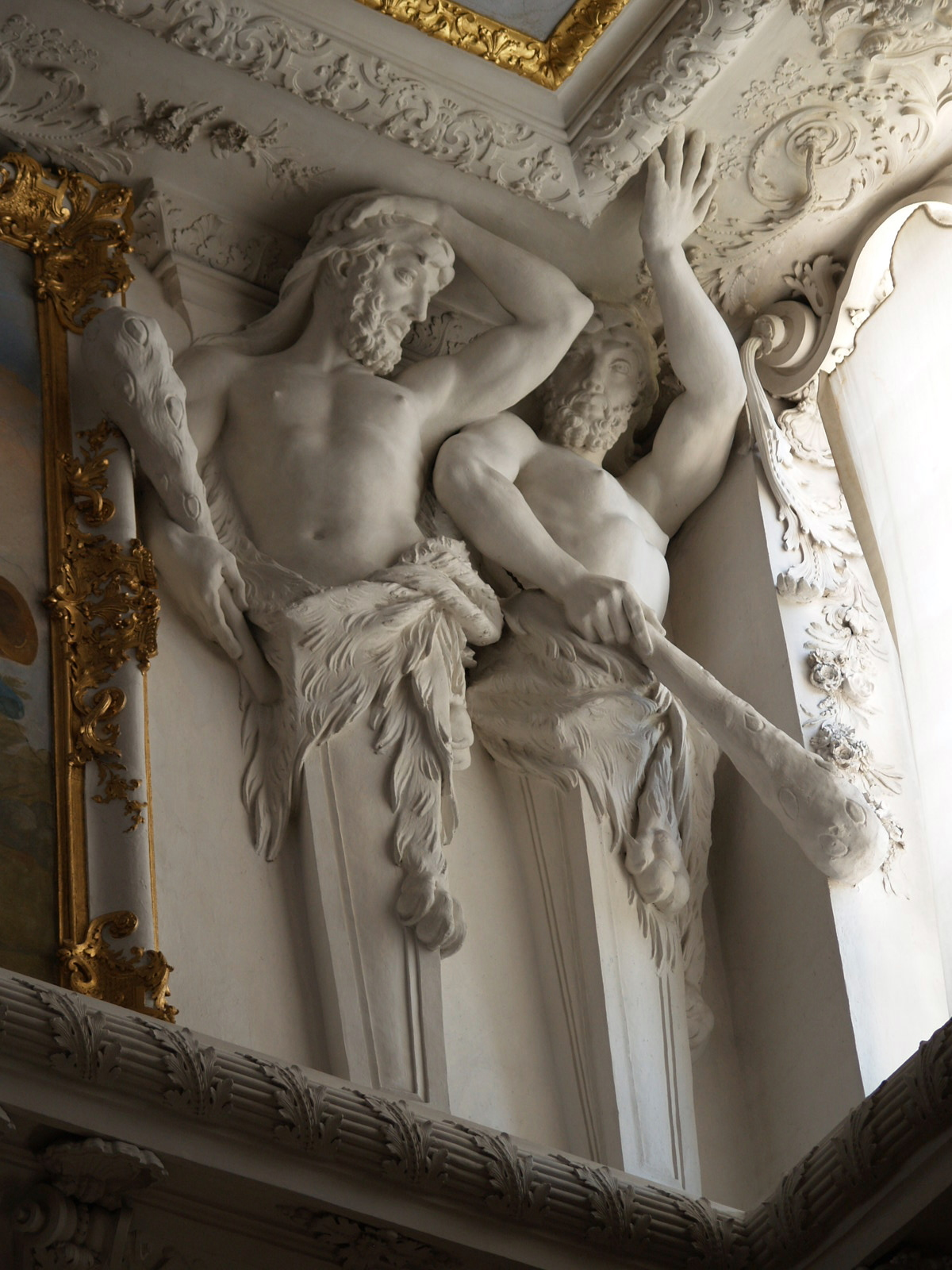
Pareja de atlantes, sala del Jardín del Palacio de Schleissheim (fr).
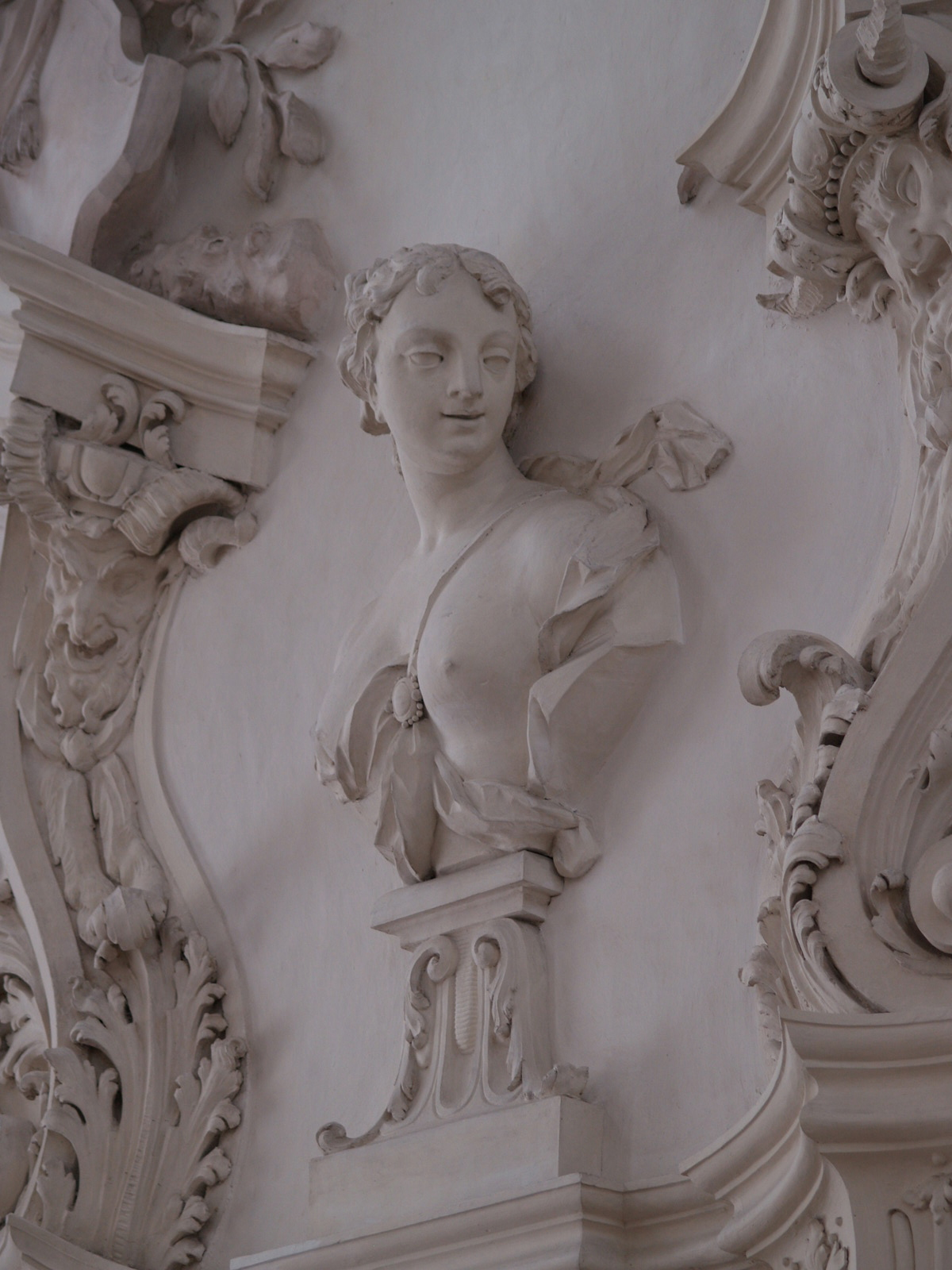
Detalle de la sala del Jardín en el Palacio de Schleissheim (fr) - busto femenino de fauna
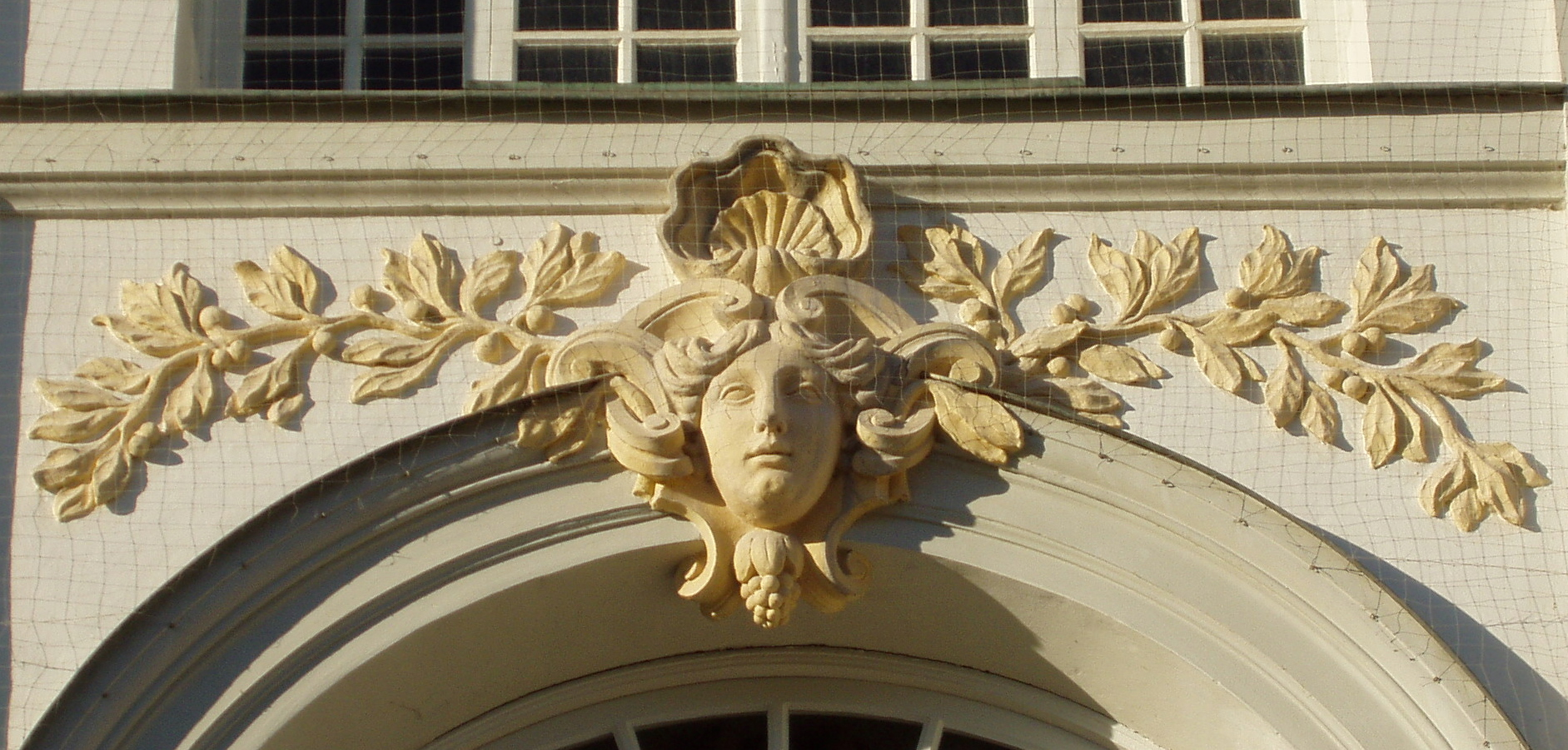
Cabeza de mujer, fachada del palacio de Nymphenburg
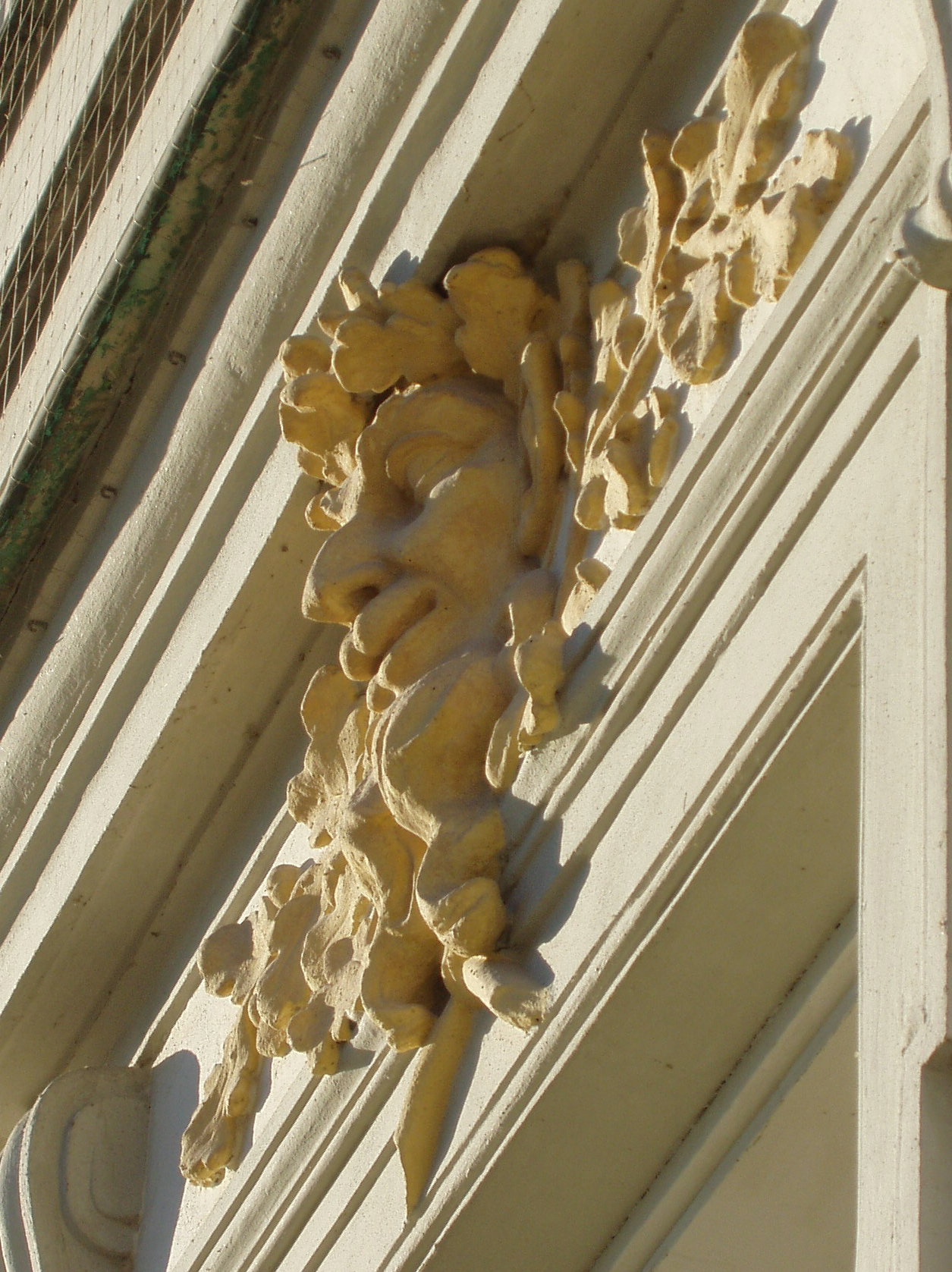
Fauno , fachada del palacio de Nymphenburg

 Pulsar sobre la imagen para ampliar. 